# Allium exile
Allium exile är en amaryllisväxtart som beskrevs av Pierre Edmond Boissier och Theodhoros Georgios Orphanides. Allium exile ingår i släktet lökar, och familjen amaryllisväxter. Inga underarter finns listade i Catalogue of Life.